# Cova d’en Joan
Die 1978 von Joan Pujol entdeckt Cova d’en Joan befindet sich in Cabrils im „Park de la Serralada Litoral“ in der Comarca Maresme in der Provinz Barcelona in Katalonien in Spanien. 
Die Cova d’en Joan ist ein in Katalonien verbreitet anzutreffender Paradolmen. Paradolmen sind Megalithanlagen, die zu wesentlichen Teilen aus natürlichen Felsformationen bestehen, die einen Hohlraum bilden, der, gegebenenfalls artifiziell umgestaltet, als Dolmen genutzt wurde.
Die Cova d’en Joan besteht im Wesentlichen aus zwei großen Granitblöcken, die einen niedrigen Eingang entstehen lassen, der an der Nordseite mit einer Mauer verschlossen ist. An der Südseite befanden sich Einfriedungen aus einer Platte und einer sich bogenförmig nach Westen erstreckenden Mauer.
Dort wurden die Überreste dreier Individuen gefunden, zwei Erwachsene und ein Säugling, in Fötusposition auf ihrer rechten Seite mit dem Schädel im Südwesten liegend.
Die Grabbeigaben bestanden aus zwei Messerklingen aus Feuerstein, mehreren Pfeilspitzen, einer glattwandigen kleinen Schale und zwei Tafeln. Das wichtigste Stück war eine außerhalb der Höhle gefundene kleine Basaltaxt mit den Maßen 50 × 67 mm. 
Das Material stammt aus dem Spätneolithikum und dem Chalkolithikum.